# Ilulissatfjorden
Ilulissatfjorden, tidigare känd som Jakobshavn Isfjord, är en fjord vid Diskobukten i kommunen Avannaata på Grönlands västra kust. Glaciären Jakobshavn Isbræ kalvar i fjorden med den största hastigheten i världen, för närvarande nästan 20 meter om dagen, vilket motsvarar en volym av cirka 35 kubikkilometer is per år.
Ilulissatfjorden upptogs 2004 på Unescos världsarvslista. 
Fjorden och det största samhället vid viken (Ilulissat) har fått namnet Iluissat som just betyder isberg. Fjorden är cirka 40 km lång och ungefär 7 km bred samt upp till 1500 meter djup. Isbergen rör sig beroende på vattenströmmen och på vindriktningen med en hastighet upp till 15 km per dygn. Vissa isberg har en höjd av upp till 100 meter och en vikt av en miljon ton men bara 10 procent är synlig ovanför vattenytan. 
Vattnet i fjorden är näringsrik vad som medför stora fiskstim. Regionens befolkning jagar dessutom sälar, valrossar och isbjörnar. Annars är däggdjurslivet fåtaligt. Förutom de nämnda djuren förekommer polarhare och fjällräv. Bland fåglarna är måsar, pilgrimsfalk, ripor och stormfågel (Fulmarus glacialis) typiska.